# 2011-es FIFA strandlabdarúgó-világbajnokság-selejtező (UEFA)
A 2011-es strandlabdarúgó-világbajnokság selejtezőit Európában, 2010. július 11., és július 18-a között rendezték meg az olaszországi Bibionéban. Huszonhét ország versengett a négy kijutó hely egyikének megszerzéséért. A világbajnokságot Ravennában, Olaszországban rendezték, 2011 szeptemberében.
Magyarország a csoportkörben Svájccal, Ukrajnával, és Fehéroroszországgal került össze. Végül két győzelemmel és egy döntetlennel továbbjutottak a legjobb tizenhat közé. Ebben a körben Görögországgal játszottak, és 7–5 arányban jutottak tovább a magyarok. A végállomást a negyeddöntő jelentette, ahol a korábbi csoportellenfél Svájc, 3–2-re nyert Magyarország ellen. Így a magyar csapat nem jutott ki a világbajnokságra.

## Eredmények

### Csoportkör
A csoportok első két helyezettje, illetve a két legjobb csoport-harmadik továbbjutott a nyolcaddöntőbe. Ez a két csapat Hollandia, és Magyarország volt. Hosszabbításban, illetve tizenegyes rúgások után szerzett győzelem esetén, a győztes csapat 2 pontot kapott.
| Jelmagyarázat                 |
| ----------------------------- |
| Továbbjutott a csoportkörből. |
| Kiesett a csoportkörből.      |

| Csapat      | M | GY | V | LG–KG | GK | P |
| ----------- | - | -- | - | ----- | -- | - |
| Olaszország | 2 | 2  | 0 | 7–3   | +4 | 6 |
| Törökország | 2 | 1  | 1 | 7–5   | +2 | 3 |
| Németország | 2 | 0  | 2 | 5–11  | –6 | 0 |

| Csapat        | M | GY | V | LG–KG | GK  | P |
| ------------- | - | -- | - | ----- | --- | - |
| Spanyolország | 3 | 2  | 1 | 15–8  | +7  | 6 |
| Görögország   | 3 | 2  | 1 | 17–13 | +4  | 6 |
| Hollandia     | 3 | 2  | 1 | 12–11 | +1  | 6 |
| Bulgária      | 3 | 0  | 3 | 5–17  | –12 | 0 |

| Csapat      | M | GY | V | LG–KG | GK  | P |
| ----------- | - | -- | - | ----- | --- | - |
| Románia     | 3 | 3  | 0 | 18–8  | +10 | 9 |
| Oroszország | 3 | 2  | 1 | 25–7  | +18 | 6 |
| Szlovákia   | 3 | 1  | 2 | 8–17  | –9  | 3 |
| Andorra     | 3 | 0  | 3 | 4–23  | –19 | 0 |

| Csapat     | M | GY | V | LG–KG | GK  | P |
| ---------- | - | -- | - | ----- | --- | - |
| Portugália | 3 | 3  | 0 | 19–9  | +10 | 9 |
| Észtország | 3 | 1  | 2 | 9–10  | –1  | 3 |
| Izrael     | 3 | 1  | 2 | 11–15 | –4  | 3 |
| Anglia     | 3 | 1  | 2 | 6–11  | –5  | 3 |

| Csapat           | M | GY | V | LG–KG | GK | P |
| ---------------- | - | -- | - | ----- | -- | - |
| Svájc            | 3 | 2  | 1 | 22–13 | +9 | 6 |
| Ukrajna          | 3 | 2  | 1 | 18–14 | +4 | 6 |
| Magyarország     | 3 | 2  | 1 | 16–21 | –5 | 5 |
| Fehéroroszország | 3 | 0  | 3 | 10–18 | –8 | 0 |

| Csapat        | M | GY | V | LG–KG | GK  | P |
| ------------- | - | -- | - | ----- | --- | - |
| Franciaország | 3 | 3  | 0 | 26–11 | +15 | 9 |
| Azerbajdzsán  | 3 | 2  | 1 | 22–16 | +6  | 6 |
| Csehország    | 3 | 1  | 2 | 14–18 | –4  | 3 |
| Kazahsztán    | 3 | 0  | 3 | 5–22  | –17 | 0 |

#### G csoport
| Csapat        | M | GY | V | LG–KG | GK | P |
| ------------- | - | -- | - | ----- | -- | - |
| Moldova       | 3 | 3  | 0 | 7–3   | +4 | 8 |
| Lengyelország | 3 | 2  | 1 | 18–10 | +8 | 6 |
| Ausztria      | 3 | 1  | 2 | 8–14  | –6 | 3 |
| Norvégia      | 3 | 0  | 3 | 8–14  | –6 | 0 |

### Egyenes kieséses szakasz

#### Nyolcaddöntők
| 2010. július 15. 10:15 |

| Románia | 6–2 | Észtország |
| ------- | --- | ---------- |
|         |     |            |

|  |

| 2010. július 15. 11:30 |

| Ukrajna | 6–0 | Hollandia |
| ------- | --- | --------- |
|         |     |           |

|  |

| 2010. július 15. 12:45 |

| Görögország | 5–8 | Magyarország |
| ----------- | --- | ------------ |
|             |     |              |

|  |

| 2010. július 15. 14:00 |

| Svájc | 6–4 | Franciaország |
| ----- | --- | ------------- |
|       |     |               |

|  |

| 2010. július 15. 15:15 |

| Portugália | 5–2 | Azerbajdzsán |
| ---------- | --- | ------------ |
|            |     |              |

|  |

| 2010. július 15. 16:30 |

| Oroszország | 11–2 | Törökország |
| ----------- | ---- | ----------- |
|             |      |             |

|  |

| 2010. július 15. 17:45 |

| Olaszország | 3–4 | Lengyelország |
| ----------- | --- | ------------- |
|             |     |               |

|  |

| 2010. július 15. 19:00 |

| Moldova | 1–5 | Spanyolország |
| ------- | --- | ------------- |
|         |     |               |

|  |

#### Negyeddöntők
| 2010. július 16. 15:15 |

| Ukrajna | 6–3 | Románia |
| ------- | --- | ------- |
|         |     |         |

|  |

| 2010. július 16. 16:30 |

| Magyarország | 2–3 | Svájc |
| ------------ | --- | ----- |
|              |     |       |

|  |

| 2010. július 16. 17:45 |

| Lengyelország | 5–5 (h. u.) | Portugália |
| ------------- | ----------- | ---------- |
|               |             |            |
| Büntetőpárbaj |             |            |
|               | 0–1         |            |

|  |

| 2010. július 16. 19:00 |

| Oroszország | 8–4 | Spanyolország |
| ----------- | --- | ------------- |
|             |     |               |

|  |

#### Elődöntők
| 2010. július 17. 17:45 |

| Ukrajna       | 3–3 (h. u.) | Svájc |
| ------------- | ----------- | ----- |
|               |             |       |
| Büntetőpárbaj |             |       |
|               | 5–4         |       |

|  |

| 2010. július 17. 19:00 |

| Portugália | 6–5 | Oroszország |
| ---------- | --- | ----------- |
|            |     |             |

|  |

#### Bronzmérkőzés
| 2010. július 18. 17:45 |

| Svájc | 2–5 | Oroszország |
| ----- | --- | ----------- |
|       |     |             |

|  |

#### Döntő
| 2010. július 18. 19:00 |

| Ukrajna | 4–2 | Portugália |
| ------- | --- | ---------- |
|         |     |            |

|  |

## Kijutó országok
Az alábbi országok kvalifikálták magukat a világbajnokságra:
| #            | Ország      |
| ------------ | ----------- |
| 1.           | Ukrajna     |
| 2.           | Portugália  |
| 3.           | Oroszország |
| 4.           | Svájc       |
| 5. (rendező) | Olaszország |

## Külső hivatkozások
- beachsoccer.com (angolul)